# Перси, Ральф, 12-й герцог Нортумберленд
Ральф Джордж Элджернон Перси, 12-й герцог Нортумберленд (англ. Ralph George Algernon Percy, 12th Duke of Northumberland; род. 16 ноября 1956) — британский аристократ, наследственный пэр и землевладелец, нынешний глава дома Перси. С 1956 по 1995 год он был известен как лорд Ральф Перси.

## Биография
Ральф Перси родился вторым сыном Хью Перси, 10-го герцога Нортумберленда (1914—1988), и его жены Элизабет, урождённой леди Элизабет Монтегю Дуглас Скотт (1922—2012).
Он учился в Итонском колледже, изучал историю в Оксфордском университете, а затем землеустройство в Университете Рединга и работал в конторе поместья Арундел-Касл в течение семи лет, прежде чем вернуться в Нортумберленд, чтобы управлять поместьем Алнвик для своего старшего брата Генри Перси, 11-го герцога Нортумберленда (1953—1995).
Ральф Перси унаследовал герцогство в 1995 году после смерти своего старшего брата Генри Перси, 11-го герцога Нортумберленда, у которого не было потомства. Таким образом, он был членом Палаты лордов до принятия Закона о Палате лордов 1999 года, положившего конец праву наследственных пэров заседать в Палате лордов. Хансард не регистрирует вкладов герцога Нортумберленда в работу Палаты лордов.
Герцог помогает в управлении поместий Нортумберленда (корпорация, владеющая герцогскими активами), которая имеет множество дочерних предприятий и ассоциированных трастов, которые в целом владеют землёй и недвижимостью в Нортумберленде, Шотландии и, в меньшей степени, в Лондоне, Суррее и Тайнсайде. Ральф Перси занял 248-е место в списке богатых людей Sunday Times за 2011 год, его состояние оценивается в 315 миллионов фунтов стерлингов. Он или корпорация является владельцем замка Алник, наследственной резиденции герцогов, а также замков Варкворт и Прадо в Нортумберленде; Сайон-хауса и Сайон-Парка в Лондоне; Парка Хална и монастыря Хална в Алнике; Парка Олбери в Суррее и других памятников архитектуры, такие как Башня Бризли. Поместья Нортумберленда включают 100 000 акров (400 км2): непосредственно управляет 4 000 акров (16 км2) лесных угодий и 20 000 акров (81 км2) сельскохозяйственных угодий, при этом около 100 фермеров-арендаторов управляют оставшейся частью земли.
В 2003 году принадлежащая герцогу Мадонна с гвоздиками Рафаэля была выставлена на продажу на открытом рынке, что вызвало некоторую критику (в итоге картина была выкуплена Национальной галереей с помощью спонсоров). В то же время, в ответ на кризис ящура, герцог снизил арендную плату фермеров-арендаторов на 10 процентов. Герцог выступил против некоторых ветряных электростанций. Однако он применил возобновляемые источники энергии при восстановлении гидроэлектрического генератора. Герцог является спонсором средней школы герцога NCEA.
8 апреля 2014 года руководство поместья объявило дату новой продажи произведений искусства, чтобы собрать 15 миллионов фунтов стерлингов для покрытия расходов, связанных с наводнением в Ньюберне, вызванным обрушением водопропускной трубы, за которую оно отвечало 25 сентября 2012 года. Торги были завершены Sotheby’s в июле 2014 года.

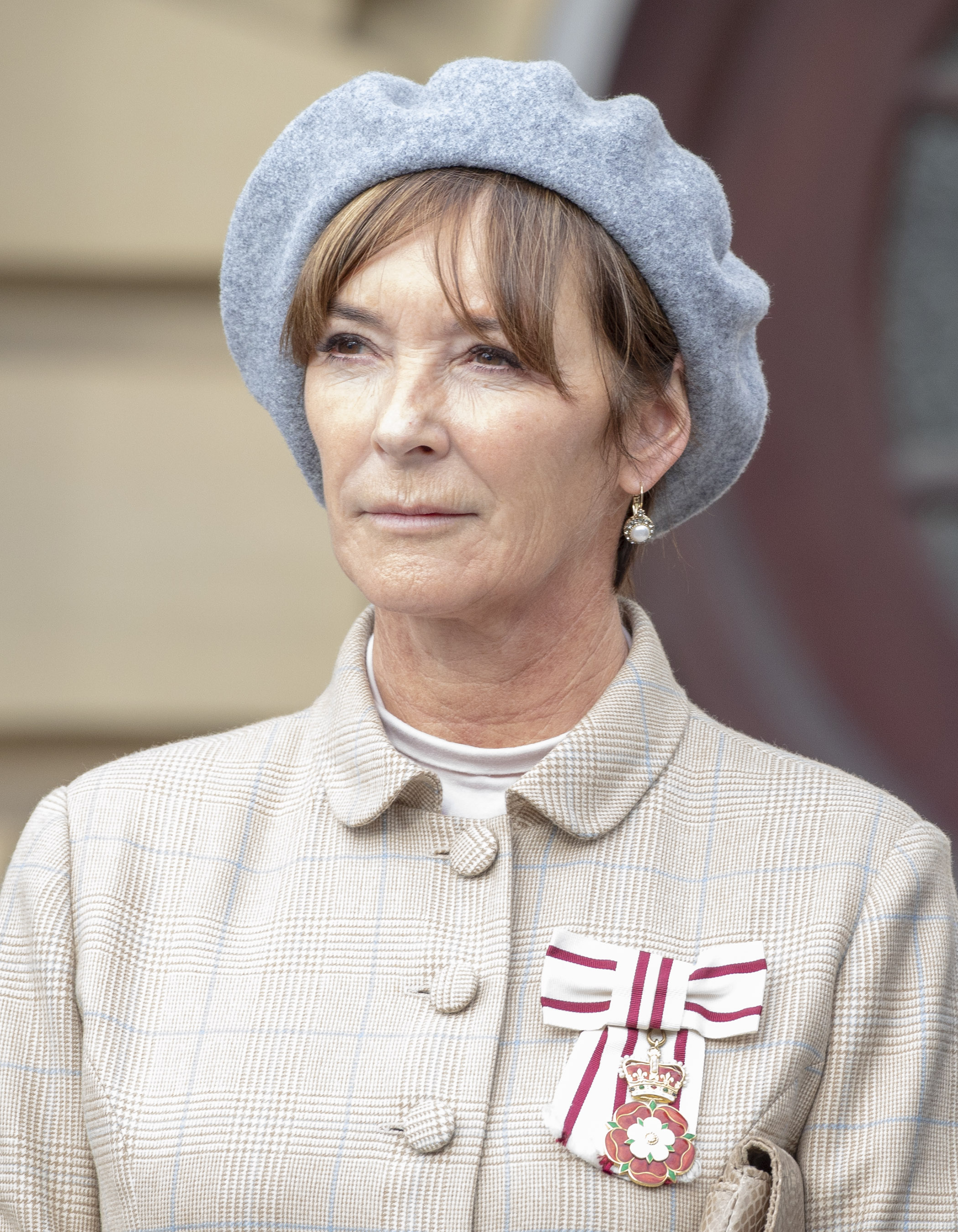
Джейн Перси, герцогиня Нортумберленд (род. 1958), супруга с 1979 года Ральфа Перси

## Брак и дети
21 июля 1979 года в приходской церкви Тракуэра Нортумберленд женился на Джейн Ричард (род. 11 мая 1958), дочери биржевого маклера Джона Ричарда (1933—2003) и Ангелы, леди Бакан-Хепберн. У них четверо детей:
- Леди Кэтрин Сара «Кэти» Перси (род. 23 июня 1982), оружейник и механик, она вышла замуж за Патрика Валентайна (род. 1981) 26 февраля 2011 года[17]. У супругов не было детей, и они расстались в конце 2013 года.
- Джордж Доминик Перси, граф Перси (род. 4 мая 1984), очевидный наследник герцогства и управляющий директор энергетической компании Cluff Geothermal вместе с профессором Полом Янгером[18].
- Леди Мелисса Джейн Перси (род. 20 мая 1987), модельер и бывшая профессиональная теннисистка, 22 июня 2013 года она вышла замуж за Томаса ван Штраубензе (род. 1982), риэлтора и школьного друга принцев Уильма и Гарри[19]. Штраубензе является крёстным отцом принцессы Шарлотты Кембриджской[20]. У супругов не было детей, и они развелись в 2016 году[21]. Леди Мелисса вышла замуж во второй раз 19 декабря 2020 года за американского финансиста Реми Уайта Трафелета (род. 1970)[22]. У супругов есть одна общая дочь[23] в дополнение к трем детям Трафелета от предыдущего брака[24].
- Лорд Макс Ральф Перси (род. 26 мая 1990). 15 июля 2017 года он женился на принцессе Норе Эттинген-Шпильберг (род. 1990)[25], дочери принца Альбрехта Эттинген-Шпильберга и Анджелы Янк. У супругов есть одна дочь[26].

## Титулы
- 12-й герцог Нортумберленд (с 31 октября 1995)
- 11-й лорд Перси (с 31 октября 1995)
- 12-й граф Перси (с 31 октября 1995)
- 10-й Лорд Ловайн, барон Алник, графство Нортумберленд (с 31 октября 1995)
- 15-й баронет Смитсон из Станвика, графство Йоркшир (с 31 октября 1995)
- 9-й граф Беверли, графство Йоркшир (с 31 октября 1995).